# نهر آبنز
نهر آبنز (Abens) هو نهر في بافاريا في ألمانيا، وهو رافد لنهر الدانوب على الضفة اليمنى.